# Пешбоньё
Пешбоньё (фр. Pechbonnieu, окс. Puègbonieu) — коммуна во Франции, находится в регионе Юг — Пиренеи. Департамент — Верхняя Гаронна. Входит в состав кантона Тулуза-15. Округ коммуны — Тулуза.
Код INSEE коммуны — 31410.

## География
Коммуна расположена приблизительно в 580 км к югу от Парижа, в 12 км к северу от Тулузы.

## Климат
Климат умеренно-океанический. Зима мягкая и снежная, весна характеризуется сильными дождями и грозами, лето сухое и жаркое, осень солнечная. Преобладают сильные юго-восточные и северо-западные ветры.

## Население
Население коммуны на 2010 год составляло 3940 человек.
| 1962 | 1968 | 1975 | 1982 | 1990 | 1999 | 2010 |
| ---- | ---- | ---- | ---- | ---- | ---- | ---- |
| 542  | 781  | 1289 | 1535 | 1940 | 2997 | 3940 |

## Администрация
| Период | Период | Фамилия         | Партия                  | Примечания |
| ------ | ------ | --------------- | ----------------------- | ---------- |
| 1945   | 1973   | Антуан Массонье |                         |            |
| 1973   | 1983   | Жан Бонфу       | беспартийный            |            |
| 1983   | 2001   | Ришар Дежан     | Социалистическая партия |            |
| 2001   | 2020   | Сабин Гей       | Социалистическая партия |            |

## Экономика
В 2010 году среди 2591 человека трудоспособного возраста (15—64 лет) 1933 были экономически активными, 658 — неактивными (показатель активности — 74,6 %, в 1999 году было 72,5 %). Из 1933 активных жителей работали 1834 человека (983 мужчины и 851 женщина), безработных было 99 (35 мужчин и 64 женщины). Среди 658 неактивных 269 человек были учениками или студентами, 208 — пенсионерами, 181 были неактивными по другим причинам.

## Достопримечательности
- Церковь XIV века. Исторический памятник с 1950 года[4]
- Руины замка XVIII века. Исторический памятник с 1995 года[5]

## Фотогалерея

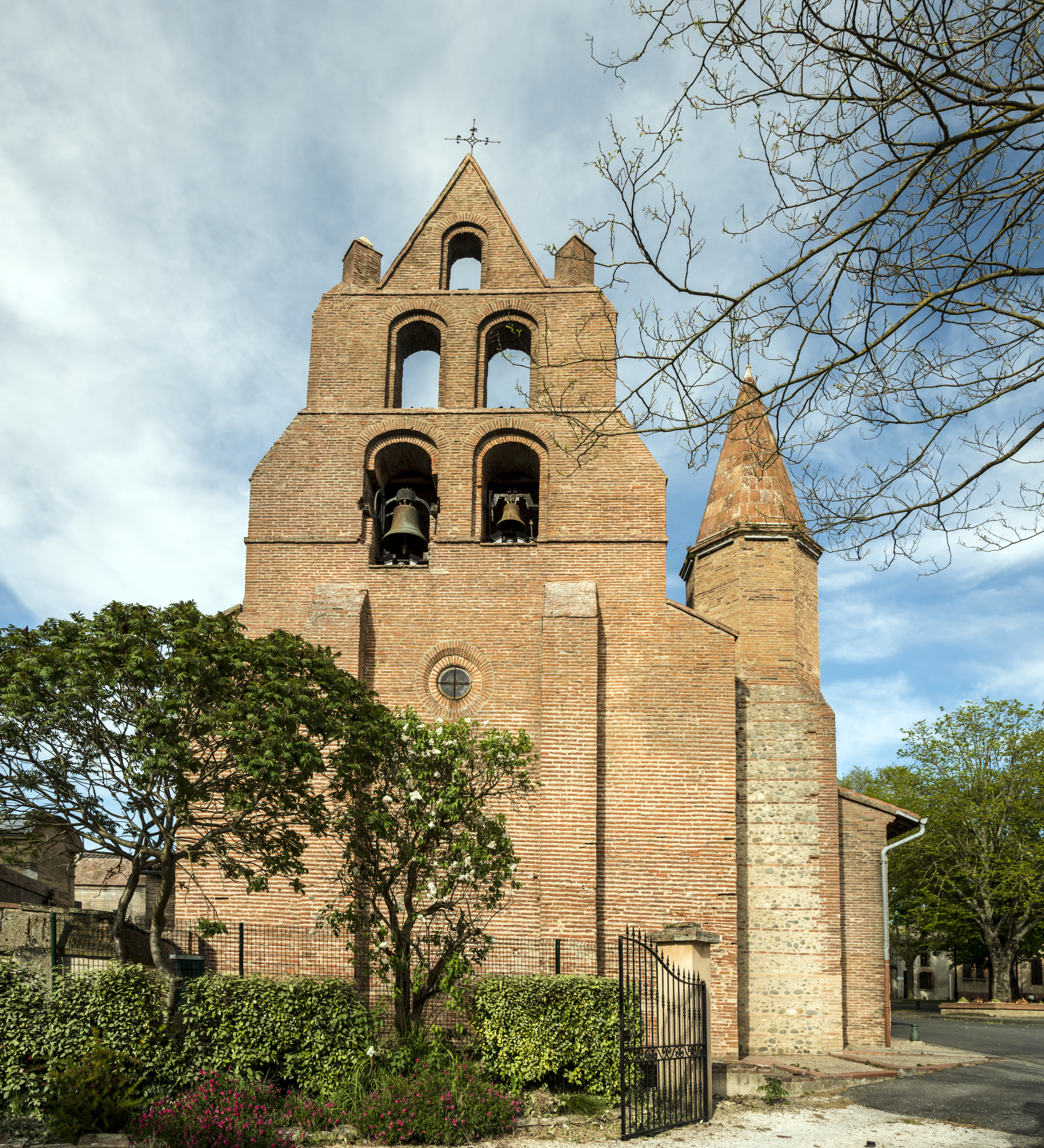
Церковь
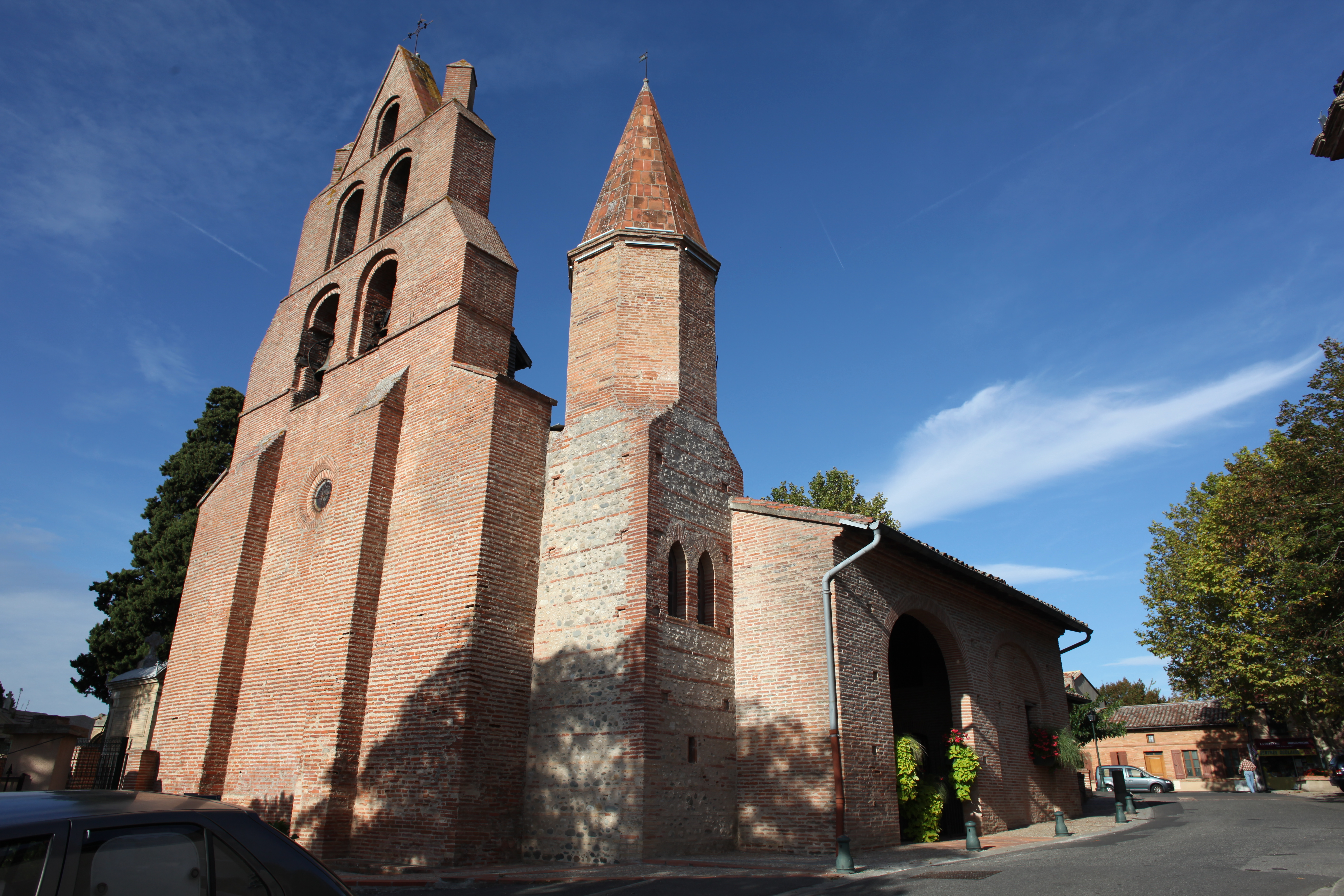
Церковь
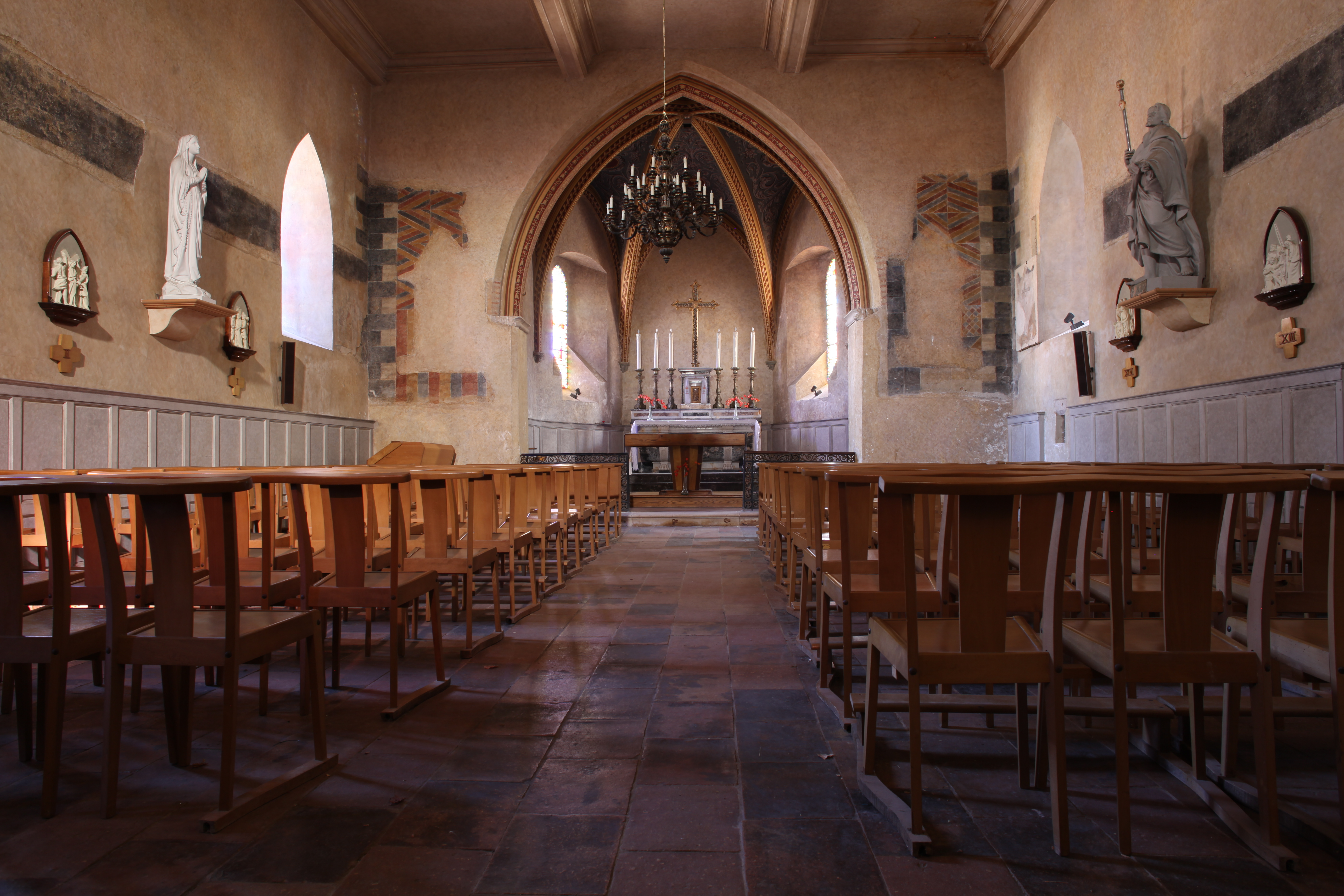
Интерьер церкви
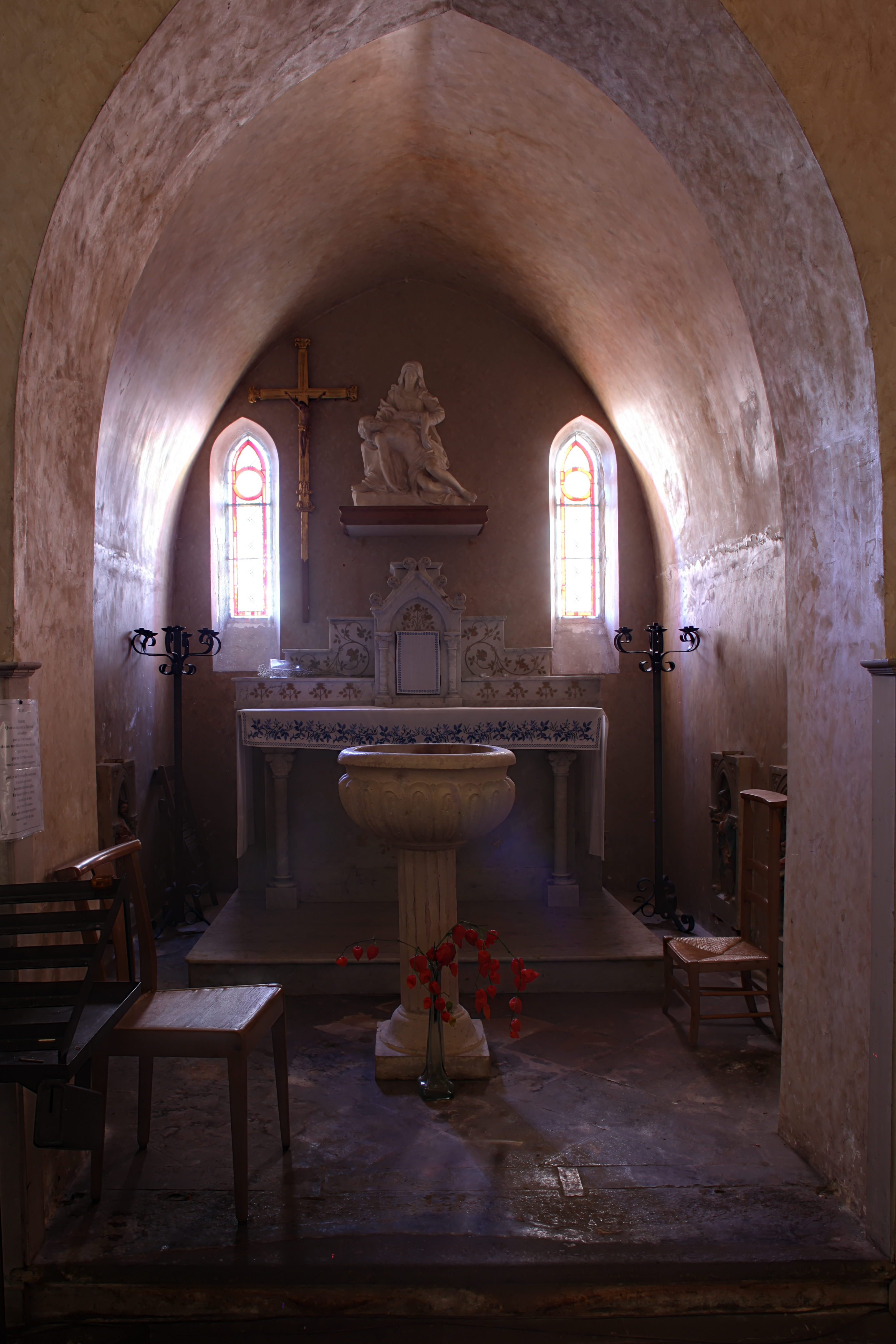
Интерьер церкви
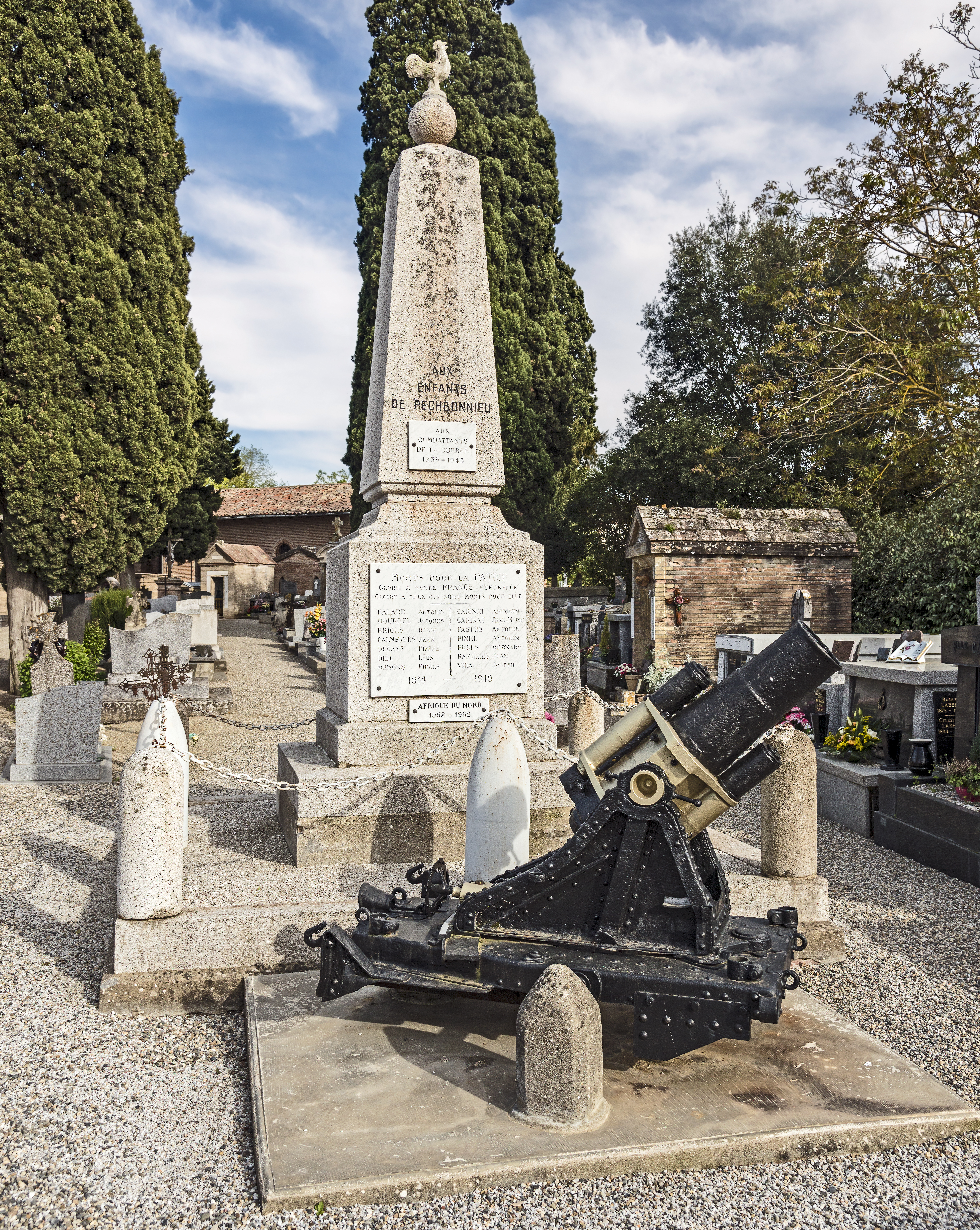
Памятник павшим
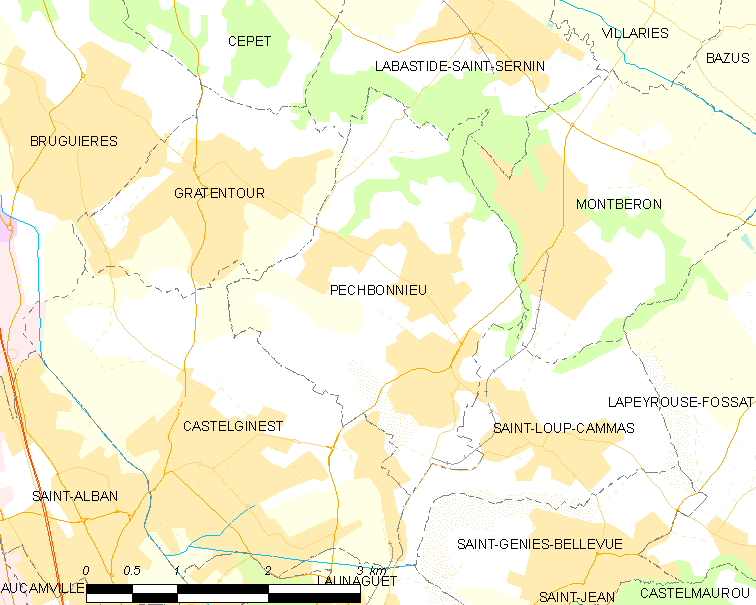
Карта коммуны